# Parnasse

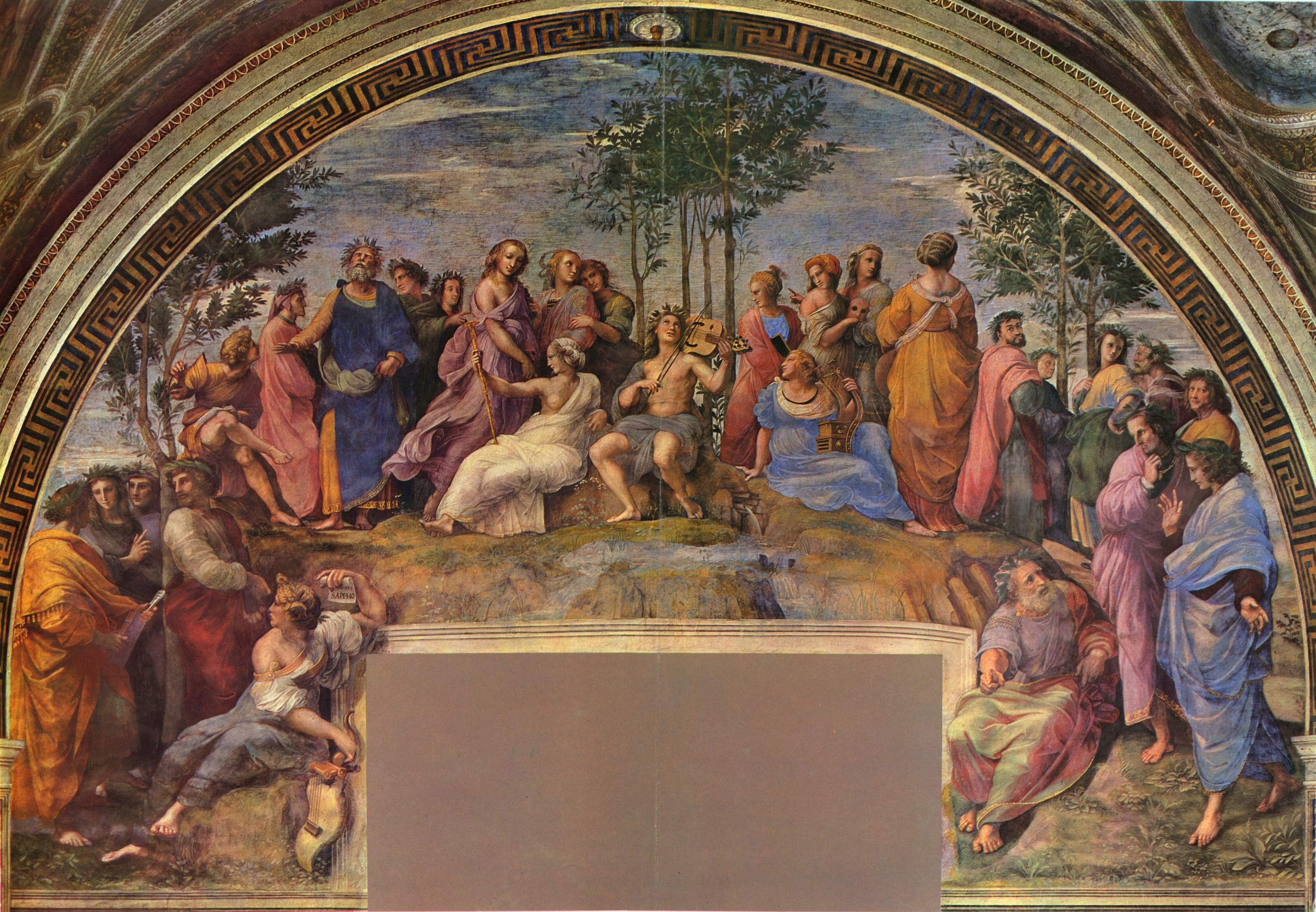
Rafaël: klassieke en moderne schrijvers op de Parnassus

De Parnasse of de Parnassiens is een Franse beweging van dichters in de tweede helft van de 19e eeuw, vernoemd naar de oud-Griekse godenberg Parnassus, maar met een knipoog naar de Montparnasse, waar veel van hun leden zich troffen.

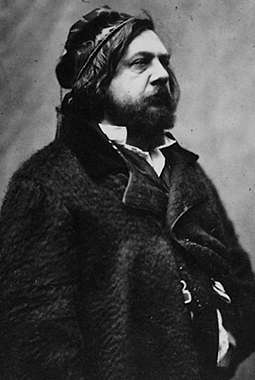
Gautier, theoreticus van de Parnasse

De dichters van de Parnasse zetten zich vooral in de vorm af tegen de Romantiek en propageerden het principe van 'l'Art pour l'Art' (kunst omwille van de kunst): alleen dat wat zonder enig nut is kan mooi zijn. Gestreefd werd naar een poëzie met een zuivere vormschoonheid, zonder morele preoccupatie.
Het begin van de Parnassebeweging wordt wel geassocieerd met de publicatie van Théophile Gautiers dichtbundel Emaux et Camées (1852). Dit werk was het resultaat van Gautiers experimenten met wat Edmond en Jules de Goncourt zijn "écriture artiste" noemden en was van groot belang omdat het de esthetische ideeën van de “Parnassiens” en hun zoektocht naar perfectie bij uitstek illustreerde. Gautiers naam verscheen ook prominent in Le Parnasse contemporain (1866), een driedelige door Alphonse Lemerre uitgegeven bloemlezing met werk van 99 aan de Parnassebeweging gelieerde dichters; met deze uitgave werd de naam Parnasse ook definitief gevestigd.
Bekende 'Parnassiens', dichters die aangesloten waren bij deze groep, waren, naast Gautier: Leconte de Lisle, Théodore de Banville, Nobelprijswinnaar Sully Prudhomme, Albert Giraud en José-Maria de Heredia. De beweging had sterke invloed op de iets latere Poètes maudits, met Charles Baudelaire, Paul Verlaine, Arthur Rimbaud en Stéphane Mallarmé als belangrijkste exponenten.